# Lonely Day
Singles de System of a Down
Hypnotize (2005) Protect the Land/Genocidal Humanoidz (2020)
Pistes de Hypnotize
She's Like Heroin Soldier Side
Lonely Day est une chanson du groupe américain de rock System of a Down. C'est le second single tiré de leur album Hypnotize, sorti le 22 novembre 2005. C’est la 11e piste de l’album. Elle fut composée par le chanteur et guitariste du groupe, Daron Malakian et éditée chez Sony BMG. Elle a été nommée à la 49e cérémonie des Grammy Awards dans la catégorie Meilleure performance Hard Rock (Best Hard Rock Performance).
Le refrain de la chanson présente la particularité d'utiliser un double superlatif ("The most loneliest day of my life").
Le clip de cette chanson contient également une référence bien particulière. À la 47e seconde, une observation attentive montre que dans le reflet de la vitre apparaît une référence à l'album Wish You Were Here de Pink Floyd, car deux hommes se serrent la main dans les flammes.
La chanson est utilisée dans le film Paranoïak.
Par ailleurs, contrairement à ce que raconte une rumeur populaire, cette chanson n'est pas dédiée au frère de Daron, car il est fils unique.

## Liste des pistes de l’extended play (EP)
1. Lonely Day EP
2. Shame - (avec Wu-Tang Clan) (chanson dénonçant le génocide arménien)
3. Snowblind (reprise du groupe Black Sabbath)
4. Metro (reprise du groupe Berlin)
5. Marmalade
6. Le clip de Lonely Day